# Vila Gomes Cardim
Vila Gomes Cardim é um bairro nobre paulistano pertencente ao distrito do Tatuapé, localizado na zona leste da cidade de São Paulo.

## História
Constitui uma área antes ocupada por fazendas de imigrantes italianos, onde se praticava a viticultura.
A urbanização e verticalização da área se deu durante as décadas de 1970 e 1980, quando a área foi ocupada por estabelecimentos comerciais e residências de classe média. Mas foi na década de 1990 em que houve a consolidação e especulação imobiliária, com a construção de empreendimentos de alto padrão, tanto para uso comercial quanto para uso residencial.
A região pertenceu ao loteamento de propriedade de Pedro Augusto Gomes Cardim, dramaturgo, jornalista e político gaúcho que, após formar-se na Faculdade de Direito de São Paulo, tornou-se deputado federal, vereador e intendente da capital paulista. Suas terras se situavam entre a 5ª e a 6ª parada da antiga Estrada de Ferro Central do Brasil, o deu origem à Vila Gomes Cardim. 

## Atualidade
Atualmente, o bairro exerce a função de uma centralidade regional, tendo uma grande concentração de estabelecimentos de lazer, notadamente bares e restaurantes, além de um número razoável de agências bancárias e estabelecimentos comerciais de médio padrão — alguns, dedicados ao comércio de luxo. Ao final da década de 1990, foi instalado um hotel da cadeia Sol Meliá, e também um campus da Universidade São Marcos, ocupando parte da área de um shopping. Constitui a região informalmente conhecida como Altos do Tatuapé, juntamente aos bairros Vila Santo Estêvão e Chácara Paraíso.

## Localização
Pelos limites reconhecidos pela prefeitura, o bairro faz parte do distrito do Tatuapé, é administrado pela Subprefeitura da Mooca e ocupa a área interna formada pelas ruas Tuiuti, Serra de Bragança, Apucarana, Emília Marengo, Serra do Japi, Itapeti, e Demétrio Ribeiro. Limita-se com a Vila Santo Estêvão, Jardim Anália Franco e Cidade Mãe do Céu.